# Альянс свободы (партия, Финляндия)
Альянс свободы (фин. Vapauden liitto) — финская национально-консервативная партия, зарегистрированная в мае 2022 года.
Основатели Альянса свободы откололись от партии «Власть принадлежит народу(VKK)» в начале 2022 года из-за её пророссийской позиции. «Альянс Свободы» придерживается правых взглядов и выступает за свободу предпринимательства, широкие индивидуальные свободы, снижение налогов, национальную самодостаточность Финляндии и военное неприсоединение, а также поддерживает выход из Европейского союза и отказ от евро.

## История
Осси Тиихонен, председатель «Лиги свободы», был членом городского совета VKK, а Цру Гренберг, партийный секретарь Лиги свободы, занимала должность директора по связям с членами VKK на региональных выборах 2022 г.
В начале 2022 года партия, как и прочие из тех, что покинули VKK в начале 2022 г., не приняла, пророссийскую позицию VKK, её авторитарную структуру и религиозность лидера партии Ано Туртиайнена.
«Альянс свободы» получил необходимые 5000 заявлений о поддержке 19 апреля 2022 года и был внесен в партийный реестр 6 мая 2022 года.

## Политическая платформа
«Альянс свободы» объявил в своем партийном манифесте о том, что является национал-консервативная партией, выступает за возвышение индивидуальной свободы, стремится снизить контроль власти за повседневной жизнью граждан и считает, что Конституция Финляндии должна быть направляющей для всей деятельности в Финляндии.
«Альянс свободы» стремится к тому, чтобы у Финляндии была собственная национальная экономическая система, поддерживает введение собственной валюты и выступает за широкую самодостаточный и слаженно функционирующий внутренний рынок. Партия хочет избавиться от наднациональной экономической системы Европейского Союза и власти крупных иностранных и транснациональных корпораций. Торговля должна осуществляться на условиях Финляндии.
«Альянс свободы» поддерживает выход Финляндии из Европейского союза с сохранением принципов европейского сотрудничества. Также партия выступает за военное неприсоединение Финляндии и потому она против членства Финляндии в НАТО.
«Альянс свободы» выступает за широкую свободу слова, более прямую демократию, снижение пенсионных взносов и налога на добавленную стоимость, свободу выбора в изучении языков, поддержку семей и снижение налогов для предпринимателей.
Партия не верит, что глобальное потепление вызвано деятельностью человека, и выступает против повышения налогов, оправдываемого изменением климата.
«Альянс свободы» выступает против иммиграции в Финляндию, не связанную с работой, но допускает иммиграцию, с целью работы и учёбы. Партия желает заменить помощь странам, переживающим кризис, на развитие более дешевых и эффективных средств оказания помощи. Партия выступает против позитивной дискриминации и хочет исключить статью за агитацию против этнических групп из Уголовного кодекса.

## Структура руководства
На момент регистрации в партии уже были избранные политики. Тийхонен, член городского совета Лохьи, избранный от партии «Истинные финны» на муниципальных выборах 2021 года, перешёл в партию «Альянс свободы», Гренберг, избранный на региональных выборах в район Ланси-Уусимаа так же перешёл в партию «Альянс свободы», как и Хели Рамяке в области Южная Остроботния.

## Результаты парламентских выборов
«Альянс свободы» участвовал в парламентских выборах 2023 года.
Он сформировал избирательный союз с партией «Кристалл» и партией «Народ Финляндии прежде всего». Партия получила 27 558 голосов — 0,89 % голосов, и ни один из ее кандидатов не получил места в парламенте.